# Устиновское сельское поселение (Тверская область)
Устиновское се́льское поселе́ние — упразднённое муниципальное образование в составе Кимрского района Тверской области России.
На территории поселения находятся 30 населенных пунктов. Центр поселения — деревня Устиново.
Образовано в результате муниципальной реформы в 2005 году, включило в себя территорию Устиновского сельского округа.
Упразднено 16 мая 2022 при объединении всех поселений, входивших в Кимрский муниципальный район, и его преобразовании в муниципальный округ.

## Географические данные
- Общая площадь: 155 км².
- Нахождение: северная часть Кимрского района.
  - Граничит:
    - на севере — с Неклюдовским СП,
    - на юго-востоке — с Центральным СП,
    - на юго-западе — с Ильинским СП,
    - на западе — с Печетовским СП.

Основные реки — Медведица (по восточной границе поселения) и её приток Малая Пудица, на них распространяется подпор Угличского водохранилища. Приток Малой Пудицы — река Лужменка.

## Экономика
Основное хозяйство — СПК «Симоново».
Фермерский дом «Бяшево»

## Население
| 2005 | 2010 | 2011 | 2012 | 2013 | 2014 | 2015 |
| ---- | ---- | ---- | ---- | ---- | ---- | ---- |
| 438  | ↘371 | ↘370 | ↘366 | ↗376 | ↘358 | ↘355 |
| 2016 | 2017 | 2018 | 2019 | 2020 | 2021 |      |
| ↗365 | ↘362 | ↘359 | ↘355 | →355 | ↘344 |      |

## Населенные пункты
На территории поселения находятся следующие населённые пункты:
| №  | Тип нп | Название      | Население (2008 год) |
| -- | ------ | ------------- | -------------------- |
| 1  | дер.   | Абросимово    | 3                    |
| 2  | дер.   | Авдеево       | 5                    |
| 3  | дер.   | Бяшево        | 0                    |
| 4  | дер.   | Воронцово     | 13                   |
| 5  | дер.   | Голузино      | 8                    |
| 6  | дер.   | Григорьевское | 2                    |
| 7  | дер.   | Демидово      | 6                    |
| 8  | дер.   | Дудино        | 34                   |
| 9  | дер.   | Журово        | 0                    |
| 10 | дер.   | Кислово       | 4                    |
| 11 | дер.   | Клыпино       | 2                    |
| 12 | дер.   | Кожухово      | 10                   |
| 13 | дер.   | Кокориха      | 2                    |
| 14 | дер.   | Кокоурово     | 3                    |
| 15 | дер.   | Леоново       | 2                    |
| 16 | дер.   | Медведково    | 3                    |
| 17 | дер.   | Нефёдово      | 1                    |
| 18 | дер.   | Никитино      | 1                    |
| 19 | дер.   | Понизовье     | 0                    |
| 20 | дер.   | Прудцы        | 0                    |
| 21 | дер.   | Реутово       | 5                    |
| 22 | дер.   | Симоново      | 5                    |
| 23 | дер.   | Слезино       | 1                    |
| 24 | дер.   | Усово         | 0                    |
| 25 | дер.   | Устиново      | 279                  |
| 26 | дер.   | Харпаево      | 3                    |
| 27 | дер.   | Чупеево       | 0                    |
| 28 | дер.   | Шиблино       | 11                   |
| 29 | дер.   | Шушпаново     | 0                    |
| 30 | дер.   | Пузаково      | 0                    |

### Бывшие населенные пункты
На территории поселения исчезли деревни: Берниково,Щапово, Леоново,Грезнево,Упеньё-Окатово, Буровичи, Окатово, Севостьяново и другие.
При создании Угличского водохранилища (1938—1939 годы) затоплена деревня Остратово на Медведице.
Деревня Суворово присоединена к деревне Устиново.

## История
В XIII—XIV вв. территория поселения входила в состав Тверского княжества, затем в его удел — Кашинское княжество. В XV веке присоединена к Великому княжеству Московскому и стала относится к Пудицкому стану Кашинского уезда.
В середине XIX-начале XX века деревни поселения относились к Суворовской волости Корчевского уезда Тверской губернии. В 1930-40-е годы на территории поселения существовали Григорьевский, Суворовский, Чупеевский и Шиблинский сельсоветы Кимрского района Калининской области.

## Известные люди
Андрей Николаевич Туполев (1888—1972) — советский авиаконструктор, трижды Герой Социалистического Труда. Родился в сельце Пустомазово (ныне не существует, находилось между деревнями Абросимово и Симоново).
Александр Петрович Перхуров (1876—1922) — полковник, герой 1-й мировой войны, организатор антибольшевистского восстания в Ярославле в 1918, родился в сельце Шерепове (ныне не существует), находилось в 2-х верстах от Пустомазова, Абросимова и Симонова. После подавления восстания июльской ночью 1918 при переправе через Волгу в Кимрах был задержан с ординарцем поручиком Фёдоровым. Фёдоров был расстрелян, Перхуров этапирован в Москву. Но, очевидно, сумел бежать. Служил в армии Колчака, был пленён, снова этапирован в Москву, затем в Ярославль, где после суда расстрелян. Реабилитирован 16.12.1994.